# Premio Compasso d'oro 2001
Il premio Compasso d'oro 2001 è stata la 19ª edizione della cerimonia di consegna del premio Compasso d'oro. Si è svolta il 15 ottobre 2001.

## Giuria
La giuria era composta da:
- Filippo Alison
- François Burkhardt
- Omar Calabrese
- Francisco Jarauta
- Marie-Laure Jousset
- Maurizio Morgantini
- Erik Spiekermann

## Premiazioni

### Compasso d'oro
| Designer                                              | Prodotto                                       | Azienda                                             | Immagine |
| ----------------------------------------------------- | ---------------------------------------------- | --------------------------------------------------- | -------- |
| Zagato                                                | Eurotram per Milano                            | Bombardier Transportation Italy                     |          |
| Franco Bizzozzero                                     | Chaise longue Bikini                           | Bonacina Pierantonio, Lurago d'Erba                 |          |
| Giuseppe Zecca (Direzione Sviluppo Prodotti Bticino)  | Sistema My Home                                | BTicino, Milano                                     |          |
| Design Continuum Italia                               | Fornello da trekking Scorpio 270               | Campingaz                                           |          |
| Aldo Drudi (Centro Studi Dainese)                     | Tuta in pelle da motociclismo T-Age Suit       | Dainese, Vicenza                                    |          |
| Enzo Mari                                             | Tavolo Legato                                  | Driade, Caorso                                      |          |
| Fabio Rezzonico                                       | Apparecchiatura per risonanza magnetica E-Scan | Esaote, Genova                                      |          |
| Konstantin Grcic                                      | Lampada May Day                                | FLOS, Bovezzo                                       |          |
| Marc Sadler                                           | Lampade Tite e Mite                            | Foscarini, Marcon                                   |          |
| Mario Bellini                                         | Sedia The Bellini Chair                        | Heller                                              |          |
| Emilio Ambasz                                         | Lampione Saturno                               | Ilva Pali Dalmine, Torre Annunziata                 |          |
| Philippe Starck                                       | Divano Bubble Club                             | Kartell, Milano                                     |          |
| Michele De Lucchi                                     | Stampante Artjet 10                            | Olivetti, Ivrea                                     |          |
| Giulio Iacchetti e Matteo Ragni                       | Posata usa e getta in Mater-Bi Moscardino      | Pandora Design, Milano                              |          |
| Studio Cerri & Associati                              | Tavolo Titano                                  | Poltrona Frau, Torino                               |          |
| Facoltà del Design                                    | Ricerca Sistema Design Italia                  | Politecnico di Milano, Milano                       |          |
| Stefano Casciani, Anna Del Gatto, Maurizio Malabruzzi | Trasmissione televisiva Lezioni di design      | RAI Radiotelevisione Italiana/Rai Educational, Roma |          |

### Compasso d'Oro alla Carriera
- Abet Laminati
- Ferrari
- Fiam Italia

### Targa giovani
- Alessandro Spalletta, ISIA di Roma, per Diakit: kit portatile per diabetici.

### Premio Speciale Europeo
- Augusto Morello: «Le sue attività culturali, organizzative e manageriali si sono sempre intrecciate con la dimensione progettuale legata al design: dall'esperienza in Rinascente alla fondazione del Compasso d'oro e dell'Adi fino ai prestigiosi incarichi in ambito europeo e internazionale»